# Leonardo Cauteruchi
Leonardo Pablo Cauteruchi (n. Lanús, provincia de Buenos Aires, Argentina, 4 de mayo de 1973) es un exfutbolista argentino. Jugaba de portero y militó en diversos clubes de Argentina y Chile.

## Biografía
Se formó futbolísticamente en Boca Juniors, dónde pese a entrenar por meses en el primer equipo bajo la dirección técnica de Jorge Habegger, no logró debuta profesionalmente. Firmó para Platense, club en que militó hasta el primer semestre de 1994, ya que en el segundo semestre del mismo año, recaló en el Atlanta del ascenso de su país. Luego jugaría en Aldosivi, donde jugó hasta finales de 1998.
En 1999, emigró a Chile para fichar en Palestino de la Primera División de dicho país y fue en ese club, donde se consagró como figura, en los 4 años que militó en el club árabe, formando parte del plantel de Palestino que disputó la Liguilla de Copa Libertadores 2001, clasificatorio para la Copa Libertadores 2002.
En el 2003, fichó por la Universidad Católica, con la misión de reemplazar al estadounidense Jonny Walker, que tras no renovar su contrato, firmó sorpresivamente en Colo-Colo (equipo archirrival de los cruzados y que venía de arrebatarles el título del Torneo de Clausura 2002). Si bien jugó con los cruzados la Copa Libertadores 2003 y la Copa Sudamericana del mismo año, en el plano local fue eliminado de los 2 torneos locales de ese año, a manos precisamente de Colo-Colo (en el Apertura a través de los lanzamientos penales, luego de repartirse un triunfo por equipo y en el Clausura fue por el marcador global de 2 a 1, marcador que Colo Colo ganó en la ida, ya que en la vuelta igualaron sin goles). En el 2004, formó parte del plantel cruzado que llegó a las semifinales del Torneo de Clausura, siendo eliminados en esa ronda por Unión Española, a través de los lanzamientos penales, que se convirtió de paso, en una maldición para Cauteruchi, jugando por los cruzados en el plano local. Tras dicha temporada, dejó el conjunto cruzado.
En el 2005, el portero argentino fichó por Deportes Concepción, equipo que venía regresando a la Primera División y jugó un año en el equipo de la octava región.
En el 2006, el arquero fichó por Santiago Morning, que también venía regresando a la máxima categoría del fútbol chileno y estuvo solo un semestre en el equipo de la micro. En el segundo semestre del mismo año, volvió a su país para jugar en Primera División con Olimpo de Bahía Blanca, club donde puso fin a su carrera futbolística, a fines del 2010.
En la actualidad, se dedica a representar jugadores. Dentro de los que ha representado están los chilenos Christian Vilches y Paulo Garcés, además del director técnico argentino Pablo Guede. En 2021, en el contexto de los Pandora Papers, fue mencionado como dueño de una sociedad de inversión extranjera formada en un paraíso fiscal.

## Clubes
| Club                   | País      | Año       |
| ---------------------- | --------- | --------- |
| Platense               | Argentina | 1993-1994 |
| Atlanta                | Argentina | 1994-1996 |
| Aldosivi               | Argentina | 1996-1998 |
| Palestino              | Chile     | 1999-2002 |
| Universidad Católica   | Chile     | 2003-2004 |
| Deportes Concepción    | Chile     | 2005      |
| Santiago Morning       | Chile     | 2006      |
| Olimpo de Bahía Blanca | Argentina | 2006-2010 |